# Vasili Ermakov
Vasili Petrovici Ermakov (în rusă Васи́лий Петро́вич Ермако́в, n. 11 martie [S.V. 27 februarie] 1845 - d. 16 martie 1922) a fost un matematician rus și membru corespondent al Academiei de Științe din Sankt Petersburg.
A adus contribuții în domeniul analizei matematice.
Astfel, în 1870 a descoperit un criteriu simplu pentru determinarea divergenței seriilor.
A scris câteva lucrări despre teoria coeficientului numit factor integrant utilizat în rezolvarea ecuațiilor diferențiale și despre calculul variațional.
A stabilit o metodă pentru rezolvarea unor ecuații nedeterminate, în numere întregi, care a fost îmbunătățită ulterior.
L-a preocupat intens și activitatea pedagogică.
Între anii 1884 - 1886 a editat Revista de matematici elementare.